# María Alfonsa Hawthorne
Rose Hawthorne Lathrop (Lenox, 20 de mayo de 1851 - Nueva York, 9 de julio de 1926), más conocida por su nombre religioso María Alfonsa, fue una escritora, poeta, trabajadora social, enfermera y religiosa católica estadounidense, fundadora de la Congregación de Santa Rosa de Lima de Hawthorne y de varios hospitales para enfermos de cáncer en los Estados Unidos. Es considerada venerable sierva de Dios en la Iglesia católica.

## Biografía
Rose Hawthorne nació el 20 de mayo de 1851 en la localidad de Lenox, en el estado de Massachusetts (Estados Unidos, en el seno de una familia anglicana, siendo la tercera de los tres hijos nacidos en el matrimonio entre el escritor Nathaniel Hawthorne y la pintora Sophia Hawthorne. Su hermano Julián también será reconocido escritor y periodista. Durante su infancia, Rose vivió en diferentes ciudades, Concord (Massachusetts), Liverpool, Londres, París, Roma y Florencia. A la muerte de su padre, en 1864, se establece con su familia, primero en Alemania y luego en Inglaterra. Aquí murieron su madre (1871) y su hermana mayor (1877).
En 1871, Rose se casó con el poeta George Parsons Lathrop, con quien tuvo un hijo en 1876 (este murió a los cinco años de edad). Luego de una experiencia de verano en el monasterio de la visitación de Georgetown, Rose y su marido se convirtieron al catolicismo en 1891. Durante este tiempo escribió varias poesías y colaboró con algunas revistas, especialmente de tinte católico. Su acercamiento a las obras de caridad y luego de haber conocido a las Hermanas de la Caridad de San Vicente de Paúl de Halifax en Wellesley (Massachusetts) y de la muerte de su amiga Emma Lazarus, en 1887, a causa de un cáncer, decidió formarse como enfermera en el Memorial Sloan Kettering Cancer Center. Al terminar sus estudios abrió un hospital en su casa de Nueva York, para atender a los enfermos de cáncer y para ellos reunió un grupo de enfermeras voluntarias, que en 1900, darían origen a la Congregación de Santa Rosa de Lima de Hawthorne. Con la colaboración del sacerdote dominico Clement Thuente se agregaron a la familia dominica. Murió en la casa madre de Nueva York, el 9 de julio de 1926, mientras dormía.
Hawthorne recibió una condecoración del National Institute of Social Sciences de los Estados Unidos, por sus logros sociales. En 1925, recibió la maestría en artes de la Bowdoin College (Universidad de Maine). Poco después de su muerte, el 18 de abril de 1926, la Rotary International como «soldado de amor, amiga de los pobres y esperanza de los desamparados».

## Culto
El 4 de febrero de 2003 se introdujo el proceso diocesano para la causa de beatificación y canonización de María Alfonsa, con el nihil obstat del cardenal Edward Egan, arzobispo de Nueva York. El 9 de abril de 2013 concluyó la fase diocesana y pasó a manos de la Congregación de las Causas de los Santos en la Santa Sede (ahora Dicasterio). El 14 de marzo de 2024, el Papa Francisco autorizó al Dicasterio a promulgar el Decreto relativo a las virtudes heroicas de la sierva de Dios, por lo que, según el proceso en la Iglesia católica, se le considera venerable sierva de Dios.